# Iryna Veresjtsjoek
Iryna Andriivna Veresjtsjoek (Oekraïens: Ірина Андріївна Верещук) (Rava Rus'ka, Oekraïne, 30 november 1979) is een sociaal activiste, politica en voormalig volksafgevaardigde van de 9e Verchovna Rada, het parlement van Oekraïne. Op 4 november 2021 werd Veresjtsjoek benoemd tot vicepremier van Oekraïne en minister van Re-integratie van Tijdelijk Bezette Gebieden.

## Jeugd en onderwijs
Iryna Veresjtsjoek werd geboren in de Oekraïense plaats Rava-Rus'ka, Nesterovskyi (nu Zjovkva). In 1997 slaagde ze cum laude voor de middelbare school in Rava-Rus'ka. Van 1997 tot 2002 studeerde ze aan het Militair Instituut van de Nationale Polytechnische Universiteit van Lviv, waar ze afstudeerde met een specialiteit in 'internationale informatie'. Van 2002 tot 2006 studeerde ze aan de rechtenfaculteit van de Universiteit van Lviv, waar ze rechten studeerde. Van 2008 tot 2010 studeerde Veresjtsjoek in Lviv aan het regionale Instituut voor Staatsbestuur van de Nationale academie voor Openbaar Bestuur. In overeenstemming met haar academische resultaten liep ze in de zomer van 2009 stage bij het kantoor van het Kabinet van Ministers van Oekraïne, en werd ze toegevoegd aan de werknemerspool van het Oekraïense kabinet. In 2011 werd ze een postdoctorale student aan het Lviv regionale Instituut voor Staatsbestuur van de Nationale academie voor Openbaar Bestuur. Op 11 november 2015 verdedigde ze een proefschrift over het onderwerp: 'Organisatie en juridisch mechanisme voor het verbeteren van de administratieve en territoriale structuur van Oekraïne' (ze gebruikte als voorbeeld de Poolse hervormingen) en werd ze 'Kandidaat voor Wetenschappen in Staatsbeheer'.

## Carrière en politieke activiteiten
Na haar afstuderen aan de Militaire School, diende Veresjtsjoek vijf jaar als officier in het Oekraïense leger. Van mei 2007 tot juni 2008 werkte ze als advocaat bij de gemeenteraad van Rava-Rus'ka.
Van juni tot oktober 2010 was ze plaatsvervangend hoofd van het staatsbestuur van de regio Zjovkva over humanitaire kwesties en buitenlands beleid.
Ze werd verkozen tot burgemeester van Rava-Rus'ka op 30 oktober 2010. Destijds was ze de jongste vrouwelijke burgemeester van Oekraïne. Ze bestuurde de stad vijf jaar lang.
Veresjtsjoek was een kandidaat bij de 'Oekraïense parlementsverkiezingen van 2014'. Als onafhankelijke kandidaat behaalde ze 4,46% van de stemmen (6e plaats) in Oekraïne's 122e kiesdistrict (gecentreerd in Yavoriv) en verloor de verkiezing van Volodymyr Parasyoek (die won met 56,56% van de stemmen).
Op 17 februari 2015 verliet ze haar functie als burgemeester van Rava-Rus'ka vanwege wat ze constante druk van 'pseudopatriots' noemde.
In 2015 en 2016 studeerde Veresjtsjoek in Polen onder het Kirkland-programma, en deed ze onderzoek naar Poolse ervaringen met decentralisatie.
In april 2016 werd Veresjtsjoek voorzitter van het Internationaal centrum voor Oostzee- en Zwarte Zee-studies en consensuspraktijken. Ze leidde het tot 2019.
Sinds september 2017 is ze een PhD (docent) aan de afdeling Politieke Wetenschappen van de Nationale Pedagogische Drahomanov Universiteit.
In 2019 werd Veresjtsjoek verkozen tot Volksafgevaardigde van Oekraïne bij de Oekraïense parlementsverkiezingen. Ze stond als nummer 29 op de verkiezingslijst voor Dienaar van het Volk. In het parlement werd ze voorzitter van de subcommissie Nationale Veiligheid en Defensie van de Verchovna Rada-commissie over Nationale Veiligheid, Defensie en Inlichtingen. Van 4 september tot 15 november 2019 was zij vertegenwoordiger van de regering in de Verchovna Rada. In november 2019 heeft zij deze taken neergelegd.
Veresjtsjoek was de kandidaat van Dienaar van het Volk voor de functie van burgemeester van Kiev bij de lokale verkiezingen van Kiev die op 25 oktober 2020 waren gepland. De territoriale verkiezingscommissie van Kiev kondigde op 6 november aan dat Veresjtsjoek bij de verkiezingen 39.321 stemmen had gekregen, waarmee ze de vijfde plaats veiligstelde en de verkiezing verloor van de zittende burgemeester Vitali Klytsjko die in de eerste ronde van de verkiezingen werd herkozen met 50,52% van de stemmen, 365.161 mensen hadden op hem gestemd.
Op 4 november 2021 werd Veresjtsjoek benoemd tot vicepremier van Oekraïne en minister voor Re-integratie van Tijdelijke Bezette Gebieden.

## Politieke posities en uitspraken

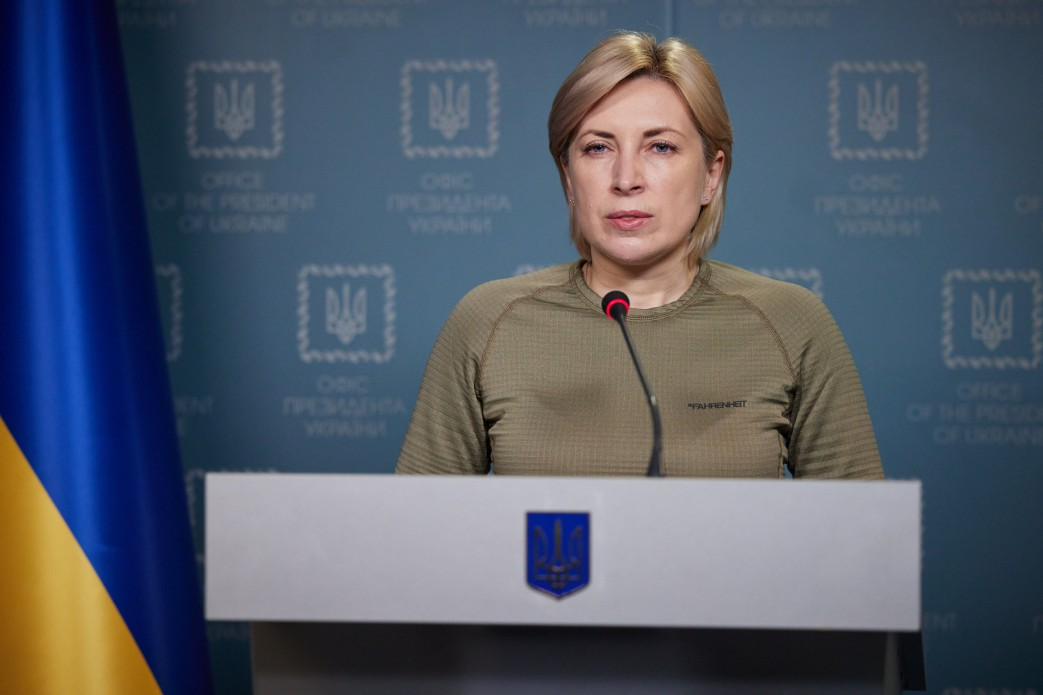

Veresjtsjoek verklaarde in 2013, vóór Euromaidan en de Revolutie van de Waardigheid, dat ze wenste dat Oekraïne een president had die zijn land zo verdedigde als Vladimir Poetin. Ze beweerde dat ze op hem zou stemmen omdat 'hij goed is voor Rusland, hij handelt in het belang van zijn land.'
In 2018 sprak Veresjtsjoek zich uit tegen de verheerlijking van het Oekraïense nationalistische idool Stepan Bandera door 'manipulatieve politici die geborduurde shirts dragen." Ze vond dat "het duidelijk moet zijn dat deze historische figuur nooit een plaats zal vinden in het Oekraïense pantheon van helden'.
Voordat zij de kandidaat van Dienaar van het Volk was voor de functie van burgemeester van Kiev in 2020, vond Veresjtsjoek dat de toenmalige zittende burgemeester Vitali Klytsjko 'een goede burgemeester was'. Na haar kandidaatstelling insinueerde ze dat Klytsjko "zowel de mensen als hun problemen beter zou hebben begrepen als hij eens in hun schoenen had gelopen'.

## Privéleven
Veresjtsjoek is twee keer getrouwd. Haar huidige echtgenoot is een militair, een officier van de speciale eenheid van de SBU 'Alpha'. Ze heeft een 17-jarige zoon uit haar eerste huwelijk en een stiefzoon.

## Awards
- Certificaat van erkenning en het certificaat van verdienste uitgereikt door het Oekraïense kabinet,
- De Orde van St. Varvara,
- Jubileummedaille van 'Twintig jaar Oekraïense onafhankelijkheid'.[13]